# Grafito de Esmet-Akhom
O Grafito de Esmet-Akhom é a última inscrição em hieróglifos egípcios conhecida, datada de 394 EC. Está inscrito no templo de Ísis em Filas, no sul do Egito.
A inscrição acompanha e refere-se a uma imagem do deus núbio Mandulis usando sua coroa característica. Além do texto hieroglífico, há também uma inscrição em egípcio demótico. O texto em demótico é datado do "dia do nascimento de Osíris, seu (?) festival de dedicação, ano 110 [época de Diocleciano]", correspondente a 24 de agosto de 394.
Levando-se em consideração que os hieróglifos tiveram origem antes mesmo de 3200 AEC, ainda que tais inscrições consistissem apenas de nomes e títulos, é possível afirmar que a escrita do Antigo Egito sobreviveu por mais de três milênios e meio. Após a morte de Esmet-Akhom, o autor do grafito que leva seu nome, o conhecimento a respeito dos hieróglifos egípcios se perdeu por mais de um milênio, até que, no século XIX, a Pedra de Rosetta foi enfim decifrada.

## Conteúdo
A inscrição hieroglífica: 

Transliterado:
m-bꜣḥ Mꜣ-w-r sꜣ Ḥr m-ʿ=f Ist-mḍ-iḫm s* r'Ist1-md ḫm-nṯr
Tradução: 
"Diante de Mandulis, filho de Hórus, pela mão de Esmet-Akhom, filho de Esmet, o Segundo Sacerdote de Ísis, por todo o tempo e eternidade. Palavras ditas por Mandulis, senhor dos Abaton, grande deus."
Inscrição em demótico: 
"Eu, Nesmeterakhem, o Escrivão da Casa dos Escritos (?) de Ísis, filho de Nesmeterpanakhet, o Segundo Sacerdote de Ísis, e sua mãe Eseweret, realizei trabalhos sobre esta figura de Mandulis para a posteridade, porque ele me encara com bons olhos. Hoje, o aniversário de Osíris, sua festa de dedicação, ano 110 [do reinado de Diocleciano]."

## Galeria de imagens
- Reprodução do grafito
- Inscrição hieroglífica
- Inscrição demótica
- Inscrição hieroglífica (hieróglifos reorganizados)